# Asarum nipponicum
Asarum nipponicum är en piprankeväxtart som beskrevs av Maekawa. Asarum nipponicum ingår i släktet hasselörter, och familjen piprankeväxter.

## Underarter
Arten delas in i följande underarter:
- A. n. brachypodion
- A. n. kooyanum
- A. n. nankaiense